# Pyrulinella
Pseudopyrulinoides es un género de foraminífero bentónico considerado un sinónimo posterior de Pyrulina de la subfamilia Polymorphininae, de la familia Polymorphinidae, de la superfamilia Polymorphinoidea, del suborden Lagenina y del orden Lagenida. Su especie-tipo era Polymorphina lanceolata. Su rango cronoestratigráfico abarca el Holoceno.

## Discusión
Clasificaciones previas incluían Pseudopyrulinoides en la superfamilia Nodosarioidea.

## Clasificación
Pseudopyrulinoides incluía a la siguiente especie:
- Pyrulinella lanceolata